# 亚瑟·马卡姆

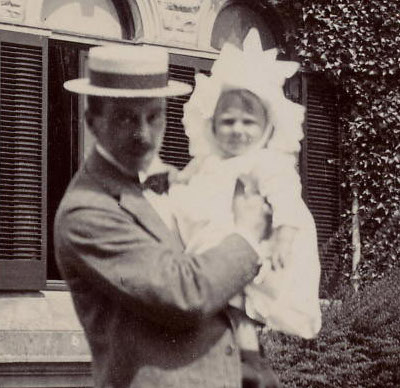
亚瑟·马卡姆与女儿

亚瑟·马卡姆（Arthur Markham、1816 - 1916），英国工业家、政治家。1900至1916年任英国诺丁汉郡曼彻斯特选区自由党议员。1911年6月10日获封为东非阿鲁沙第一代马卡姆准男爵。他协助建立了许多英格兰和威尔士的煤田。其妻在一战时任护士。